# Progressive scan
Progressive scan (progressiv bildåtergivning) är en teknisk term som anger hur en dator- eller tv-bild skapas.
En datorbild eller tv-bild består av ett antal linjer och om alla linjerna ritas upp i stigande ordning talar man om progressiv bildgenerering. Om däremot varannan linje ritas upp (först de udda och sedan de jämna) så kallas det växlande bildgenerering eller sammanflätande bildgenerering (engelska interlace scanning, svenska radsprång). Som exempel finns tex äldre tv-apparater som bara har stöd för 1080i medan nyare har stöd för upp till 1080p. Den nyaste HD-tekniken är UHD 4K och 8K vilket ger en upplösning på 3840x2160 pixlar respektive 7680x4320 pixlar.
Progressive scan innebär att, i PAL-systemet, 25 hela bildrutor visas per sekund, istället för 50 halva bilder som sammanflätas.
Det går att i post-produktionen sätta samman två halvbilder till en hel ("de-interlace"), men med sämre resultat än material inspelat på en kamera som stödjer progressiv avläsning.
Datorbildskärmar använder oftast progressiv bildgenerering, medan äldre tv-apparater använder sammanflätnings-tekniken då tv-signalen består just av två halvbilder, så kallade fält (udda respektive jämna linjer) som sänds om varandra. Moderna tv-apparater håller nu på att gå över till att använda sig av progressiv bildgenerering, som krävs av HDTV.
Historien bakom interlace-tekniken (sammanflätad) är att när TV:n konstruerades fanns inte tekniken för att överföra en hel bildruta 50 gånger i sekunden. För att undvika flimmer var det svårt att sänka frekvensen under 50 Hz (50 Hz var praktiskt användbart på så sätt att man undvek interferens mot till exempel lysrör). Därför fick en dåtida högkvalitets-bild (625 linjer) bestå av två halvbilder som i sig gick att skicka med 50 Hz (eller 20 mS).
I USA är dock TV-frekvensen 60 Hz med bildsystemet NTSC. I Europa används PAL med stabilare system för färgåtergivning.